# Sandgrube am Grafenrain
Die Sandgrube am Grafenrain ist ein am 23. Dezember 1988 vom Regierungspräsidium Karlsruhe durch Verordnung ausgewiesenes Natur- und Landschaftsschutzgebiet auf dem Gebiet der Gemeinde Mauer und der Gemeinde Bammental im Rhein-Neckar-Kreis. Die Sandgrube ist der Fundort des Unterkiefers von Mauer, des Holotypus von Homo heidelbergensis.

## Lage und Beschreibung
Das 5 Hektar große Naturschutzgebiet liegt unmittelbar nördlich der Ortslage von Mauer im Gewann Sandbusch und umfasst eine aufgelassene Sandgrube. Es wird von einem 15 ha großen dienenden Landschaftsschutzgebiet umgeben, welches eine reich strukturierte Kulturlandschaft mit Streuobstwiesen, Wiesen, Weiden und Gebüschen umfasst. Das Gebiet gehört zum Naturraum Kraichgau und liegt im Naturpark Neckartal-Odenwald. Im Osten und im Westen grenzt das Landschaftsschutzgebiet Unteres und Mittleres Elsenztal an.

## Schutzzweck
Schutzzweck des Naturschutzgebietes ist laut Schutzgebietsverordnung
„die Erhaltung der Sandgrube auf Grund ihres hohen paläontologischen Wertes (Fundort des Homo erectus heidelbergensis), die Erhaltung typischer Bodenprofile, insbesondere an den Steilhängen mit den daran angepassten Insekten und anderen Tieren [sowie] die Erhaltung und Förderung der Pflanzen- und Tiergesellschaften, denen in diesem Sekundärbiotop mit den unterschiedlichen trockenen bis feuchten Standorten eine Lebensmöglichkeit geboten wird.“
Das Landschaftsschutzgebiet hat den Schutzzweck „die Erhaltung des durch den vorgeschichtlichen Verlauf des Neckars geprägten Landschaftscharakters, die Erhaltung und Entwicklung der ausgeprägten Streuobstwiesen, Wiesen, Weiden und Gebüsche [sowie] die Erhaltung und Sicherung des ökologisch notwendigen Puffer- und Ergänzungsraumes, insbesondere für die dort heimischen Tiere“ zu gewährleisten.